# فرودگاه سنت چالرز
فرودگاه سنت چالرز (به انگلیسی: St. Charles Airport) یک فرودگاه همگانی بهره‌برداری هوایی است که یک باند فرود آسفالت دارد و طول باند آن ۱۰۵۲ متر است. این فرودگاه در کشور ایالات متحده آمریکا قرار دارد و در ارتفاع ۱۳۵ متری از سطح دریا واقع شده است.